# Dubai (tiểu vương quốc)
Tiểu vương quốc Dubai (tiếng Ả Rập: إمارة دبي, Imārat Dubayy), là một trong bảy tiểu bang tạo thành Các Tiểu vương quốc Ả Rập Thống nhất (UAE). Dubai là tiểu vương quốc lớn thứ hai của khu vực.
Dubai là thành phố thủ đô của tiểu vương quốc này và được lấy làm tên cho chính tiểu vương quốc. Nó nằm ở sa mạc Ả Rập trên bờ vịnh Ba Tư. Phía nam giáp với tiểu vương quốc Abu Dhabi, phía đông bắc giáp tiểu vương quốc Sharjah, phía đông nam giáp nước Oman, phía tây giáp tiểu vương quốc Ajman và phía bắc là tiểu vương quốc Ras Al Khaimah. Vào tháng 12 năm 1971, các tiểu vương quốc đã hợp nhất để thành lập Các Tiểu vương quốc Ả Rập Thống nhất, từ đó chấm dứt tư cách là một quốc gia được bảo hộ bởi Anh Quốc.
Lãnh đạo của tiểu vương quốc là Hoàng thân Mohammed bin Rashid Al Maktoum. Tiểu vương quốc Dubai được Chính phủ Dubai quản lý.
Tiểu vương quốc được tạo thành từ nhiều thành phố và làng mạc khác nhau. Vùng đất nội địa Hatta nằm cách thành phố Dubai khoảng 134 km về phía đông. Nó giáp với Oman ở phía đông và phía nam, các làng Sayh Mudayrah và Masfout ở Ajman ở phía tây và Ras Al Khaimah ở phía bắc.
Hai sự kiện quan trọng trong năm 1970 đã thúc đẩy sự phát triển kinh tế của tiểu vương quốc Dubai. Sự kiện thứ nhất là việc độc lập và thành lập liên bang năm 1971. Sự kiện thứ hai là cuộc khủng hoảng dầu mỏ năm 1973, chứng kiến một sự gia tăng lớn trong doanh thu dầu mỏ và giúp tăng thu nhập cho nhà nước. Tiểu vương quốc Dubai đã liên tục đóng góp vào GDP của Các Tiểu vương quốc Ả Rập Thống nhất. Nền kinh tế từ đó đã cố gắng để di chuyển ra khỏi các mặt hàng dầu truyền thống dựa trên chi nhánh ra vào các dịch vụ như vận tải và hậu cần. Du lịch Dubai đóng góp một phần lớn tổng sản phẩm trong nước (GDP) ước tính của nó.

## Những người cai trị Dubai
- Ngày 9 tháng 7 năm 1833 - 1836 Sheikh Obeid bin Said bin Rashid (mất năm 1836)
- Ngày 9 tháng 7 năm 1833 - 1852 Sheikh Maktoum bin Butti bin Suhail (mất năm 1852)
- 1852 - 1859 Sheikh Saeed bin Butti (mất năm 1859)
- 1859 - 22 tháng 11 năm 1886 Sheikh Hasher bin Maktoum (mất năm 1886)
- 22 tháng 11 năm 1886 - 7 tháng 4 năm 1894 Sheikh Rashid bin Maktoum (mất năm 1894)
- 7 tháng 4 năm 1894 - 16 tháng 2 năm 1906 Sheikh Maktoum bin Hasher Al Maktoum (mất năm 1906)
- 16 tháng 2 năm 1906 - Tháng 11 năm 1912 Sheikh Butti bin Suhail Al Maktoum (sinh khoảng năm 1851 - 1912)
- Tháng 11 năm 1912 - Tháng 9 năm 1958 Sheikh Saeed bin Maktoum bin Hasher Al Maktoum
- Tháng 9 năm 1958 - 7 tháng 10 năm 1990 Sheikh Rashid bin Saeed Al Maktoum (1912 - 1990)
- Ngày 7 tháng 10 năm 1990 - ngày 4 tháng 1 năm 2006, Sheikh Maktoum bin Rashid Al Maktoum (sinh khoảng năm 1943 - mất năm 2006)
- Ngày 4 tháng 1 năm 2006, Sheikh Mohammed bin Rashid Al Maktoum (sinh năm 1949)